# Vznešenost

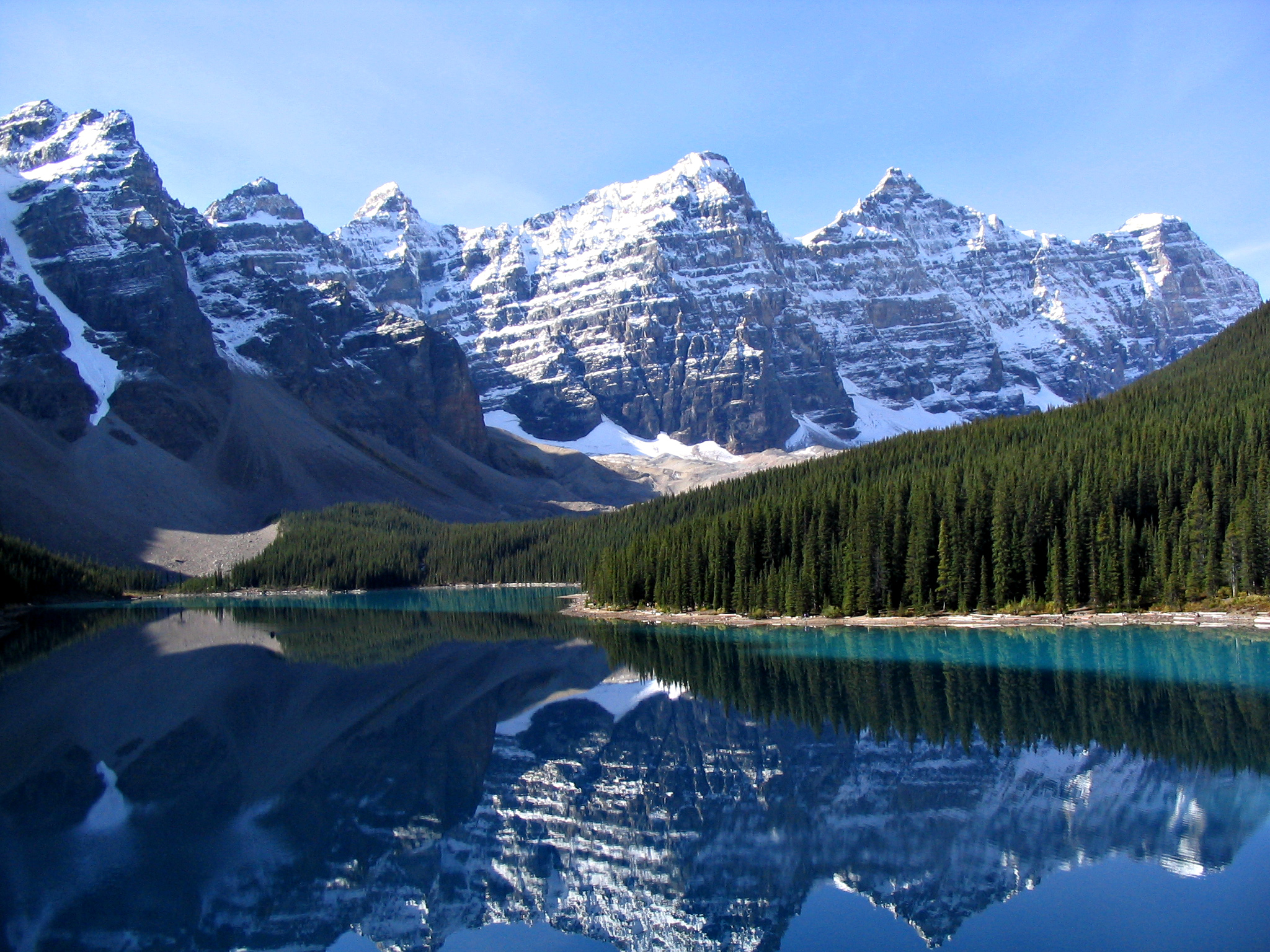
Autoři 18. století spojovali pocit vznešenosti s pohledem na velehory (na snímku Valley of the Ten Peaks v Albertě)

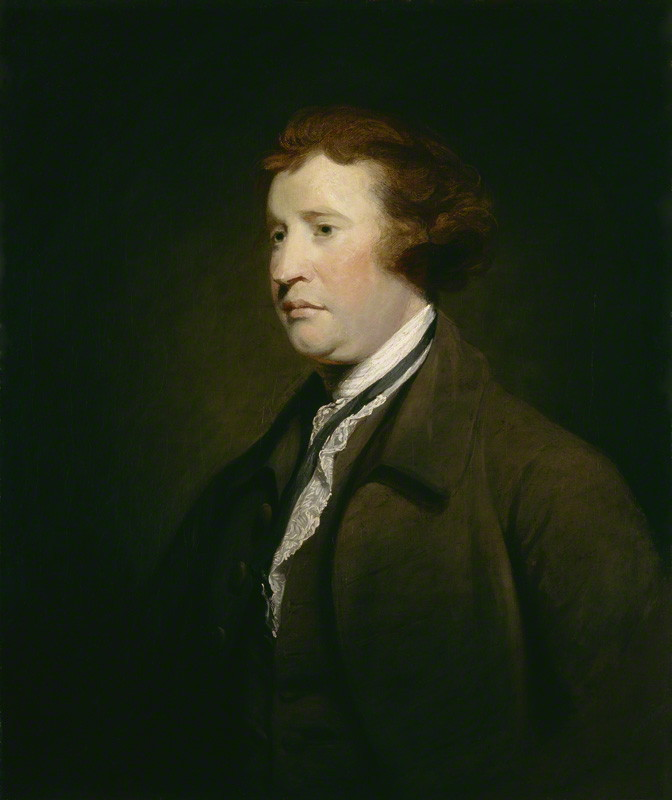
Edmund Burke

Vznešenost (latinsky sublīmis, vznešený) je filozofický pojem z oblasti estetiky, kde označuje kvalitu, ať už fyzickou, morální, intelektuální, metafyzickou, estetickou, duchovní nebo uměleckou. Termín se vztahuje zejména na kvalitu přesahující možnost výpočtu, měření nebo nápodoby. Antika pojem spojovala s rétorickou dokonalostí. Velkým tématem se vznešenost stala znovu až v 18. století, kdy ho moderní estetikové spojili s pocity z mohutnosti přírody. Burke, Kant a Schopenhauer se soustředili na hledání vztahu mezi vznešeností a krásou. Postmoderní filozofie a umění začaly vznešenost hledat v technice a komplikovanosti digitálního světa.

## Vývoj pojmu
První známá studie o vznešenosti je připisována řeckému autorovi římské éry Longinovi (nebo Pseudo-Longinovi). Nesla název Perì Hýpsous (Περì Ὕψους), tedy O vznešenosti. Text pochází z 1. století, ačkoli původ a autorství jsou nejisté. Pro Longina je vznešené přídavné jméno, které popisuje velké myšlení nebo řeč, a to velmi pragmaticky, zejména v souvislosti s rétorickou schopností. Vznešený vzbuzuje pro Longina úctu, protože má přesvědčovací schopnosti. Longinovo pojednání je pozoruhodné nejen odkazem na řecké autory, jako je Homér, ale také na biblické zdroje, což v antice nebylo obvyklé. Toto pojednání bylo znovu objeveno v 16. století a jeho následný dopad na evropskou estetiku je obvykle přičítán francouzskému překladu Nicolase Boileaua z roku 1674. Anglický překlad vznikl v roce 1680.
V britské filozofii 18. století nicméně pojem získal nový význam. Vznešenost začala být definována jako estetická kvalita přírody odlišná od krásy. Respektive jako pocit krásy kombinovaný s pocity hrůzy z nepravidelnosti, divokosti a nekontrolovatelnosti přírody. Koncept byl rozvíjený ve spisech Anthonyho Ashley Coopera, Josepha Addisona a Johna Dennise. Všichni tři Angličané se během několika let vydali na cestu přes Alpy a ve svých spisech komentovali symbiózu pocitů hrůzy (a dle Dennise "někdy téměř zoufalství") a harmonie při pohledu na alpské vrcholy. Tyto pocity připisovali právě vznešenosti přírodní scenérie. Zatímco Dennis se blížil konstatování dichotomie pojmů krásy a vznešenosti, Cooper ji vnímal spíše jako něco "důležitějšího než krása". Addison psal o "příjemné hrůze" a o tom, že vznešenost vyvolává představivost.
Na tyto tři autory, zvláště na Dennise, navázal Edmund Burke ve své práci A Philosophical Enquiry into the Origin of Our Ideas of the Sublime and Beautiful z roku 1757. Burke byl první, který jasně vyslovil, že "vznešenost a krása se vzájemně vylučují". Jejich bipolarita je absolutní, podle Burka ji lze připodobnit vztahu světla a tmy. I Burke spojuje vznešenost s pocitem hrůzy - ale tato hrůza se mění v radost při uvědomění si, že vnímání vznešenosti je pouhou fikcí. Tato radost je poněkud jiná než běžná radost, je to radost bolestná a je silnější než radost běžná. Burke navazoval na sv. Augustýna, který konstatoval, že krása nemá protipól - ošklivost je pro něj jen nedostatek (aristotelovské) formy (či z jiného pohledu shovívavosti a dobra Boha v jeho díle), tedy de facto jistý stupeň neexistence. To Burke přijímá, nicméně doplňuje, že krása přece jen protipól má a je jím právě vznešenost.
Z německých filozofů se tématu chopil Immanuel Kant, když v roce 1764 vydal knihu Beobachtungen über das Gefühl des Schönen und Erhabenen. V ní definoval tři druhy vznešenosti: vznešenost, skvělost a děsivost. V roce 1790, v Kritik der Urteilskraft, se k tématu vrací a konstatuje, že krása „je spojena s formou předmětu“, "má hranice“, zatímco vznešené „se nachází v beztvarém objektu“, a je „bezhraniční“. Kant nově dělí vznešenost na matematickou a dynamickou. Matematický pocit vznešeného se rodí z pochopení absolutní velikosti, která nás absolutně přesahuje, a vedle toho dynamicky vznešená je „příroda pociťovaná jako moc, která nad námi již nemá vládu, nicméně může vyvolat strach, aniž by se člověk bál“.
Arthur Schopenhauer ve svém díle Die Welt als Wille und Vorstellung uvádí, že pocit krásy vzniká tehdy, když člověk vidí objekt, který ho zve, aby překonal individualitu tím, že bude sledovat ideu, která je základem tohoto objektu. Pocit vznešenosti však nastává, když objekt je ohromujícím nebo zhoubným, a mohl by pozorovatele zničit. Schopenhauer pak definuje celou škálu, která začíná "čistou krásou" (pozorování světla, které se odráží od květu), pokračuje rostoucí nebezpečností objektu (pozorování rozlehlé pouště, která by člověka mohla zahubit, v dalším stupni třeba bouře či zemětřesení, které ho může zahubit fakticky) a vrcholí nejvyšším stupněm pocitu vznešenosti, kdy pozorovatel zahlédne či si uvědomí nekonečnost vesmíru (prostorovou či časovou) a vznikne v něm pocit nicoty a jednoty s přírodou zároveň.

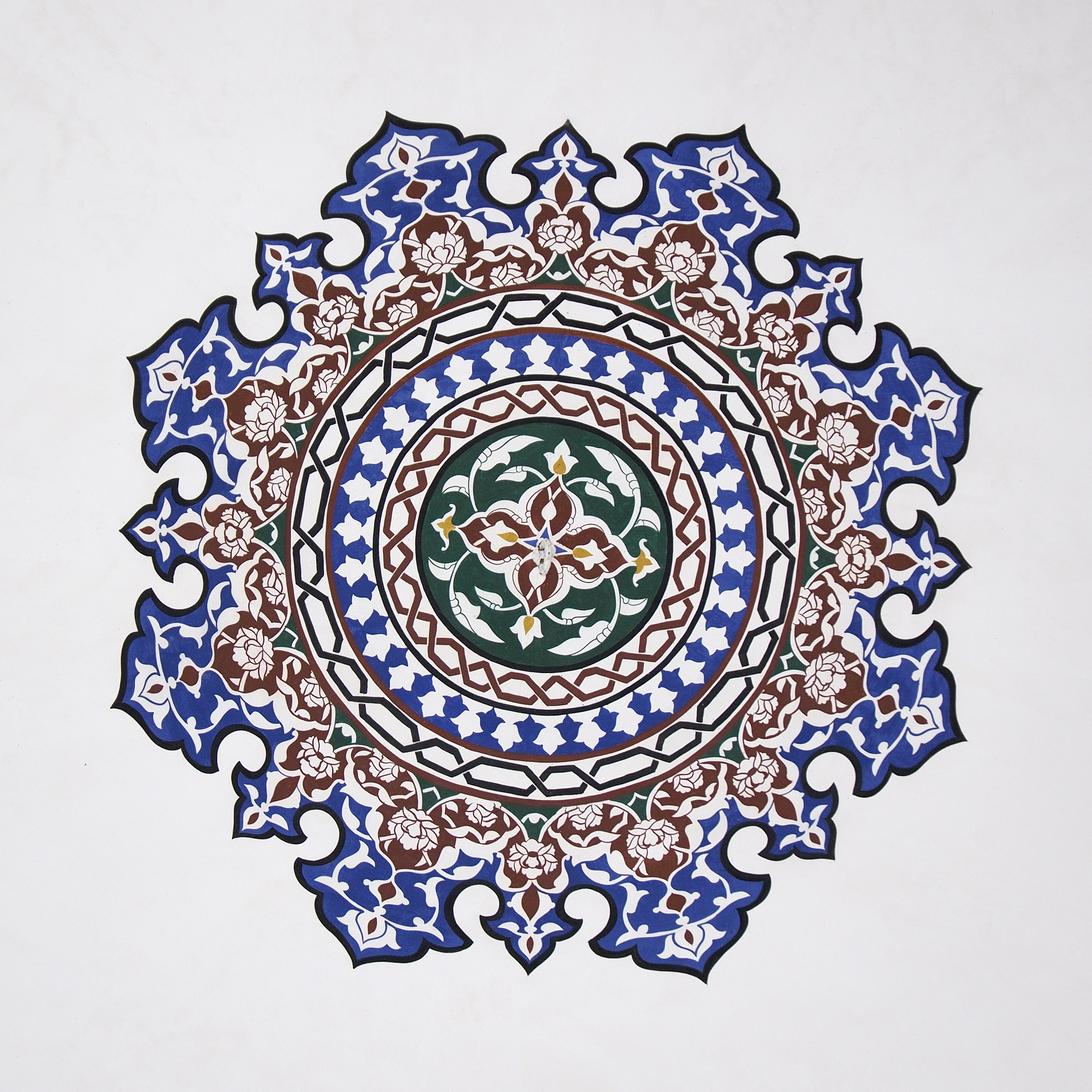
Hegel viděl vznešenost v abstrakci islámského umění (na obrázku mozaika z mešity v Bitole v Severní Makedonii)

Georg Wilhelm Friedrich Hegel považoval vznešenost za charakteristický rys orientálního umění. Jeho filozofie dějin ho přivedla k názoru, že orientální kultury jsou méně rozvinuté, postavené na strachu z božského práva (a tedy také autokratičtější). To podle Hegela způsobilo, že orientální umělci jsou více nakloněni vznešenému, které zpřítomňuje božství. Věřil, že nadbytek složitých detailů, který je charakteristický pro čínské umění, nebo oslňující abstraktní vzory a ornamenty islámského umění, jsou typickými příklady vznešeného - tedy beztvarého, a tedy božského.
Luteránský teolog Rudolf Otto spojoval vznešenost s pojmem numinózum, který zavedl. Numinózum vyvolává hrůzu, ale zároveň fascinuje.
Gustav Zába definoval vznešenost v Ottově slovníku naučném z roku 1908 těmito slovy: "Vznešenost jest uspokojivý, blahý cit vyplývající z povýšenosti našeho já nad děsivou nesměrnosti. Bojím-li se rozpoutané bouře, děsí-li mne okeán neb širost všehomíra, zůstávám ve sklíčení tom ve stavu bázně, bojím se, že budu zničen, nebo cítím miznoucí nicotu svou proti neskončenosti. Jsem-li však s to, abych se vypial nad elementární dojem hrůzy a zhostil se vůči děsivým mocnostem obav o své já, neb uvědomím-li si, že oné neskončenosti jsem tvůrcem já, že jest ona mojí představou, že já ji chápu, pak z původního stavu útlaku zvedám sebe nad předmět hrůzy, přestoupám jej. Podstata v-i záleží tedy v tom: v. vzniká z poměrů, kde jeden člen jest moje já — druhý člen předmět, budící svou nesměrností dojem sklíčenosti. Předmět ten zůstává nezměněn, ale zmizí jeho tísnivost, dovedu-li zvednouti své já všední, empirické k onomu já, které jest výkazem naprostého sebekladu, nepodmíněného a neurčeného než sebou samým. Proto dojem v-i může vznikati jen na vyšších stupních osobní kultury a také analysa tohoto suverénního sebecitu opravuje i vysvětluje užívání slova v. a vznešené. Není předmětů vznešených ani žádného objektivního vznešena, ale my sami sebe vznášejíce přenášíme tento účin na předměty."

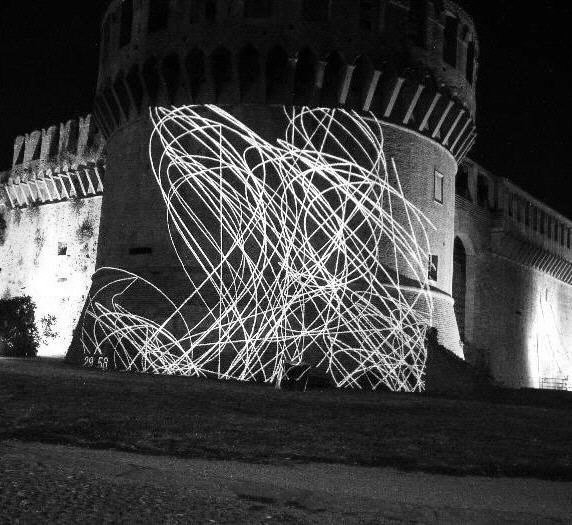
Postmoderna hledá vznešenost v technologii a složitosti technologického světa, na obrázku umělecká instalace Maurizio Bologniniho SMSMS (SMS Mediated Sublime) z roku 2000, která měla diváka přimět k reflexi technologické vznešenosti

Na začátku 20. století vydal novokantovský německý filozof a estetik Max Dessoir dílo Ästhetik und allgemeine Kunstwissenschaft, ve kterém formuloval pět základních estetických forem: krásný, vznešený, tragický, ošklivý a komický. Vznešenost podle Dessoira vyvěrá z tragičnosti a navazuje na ni. Tragické vědomí vzniká při pochopení nevyhnutelného utrpení, k němuž jsou odsouzeni všichni lidé a z pochopení skutečnosti, že v životě existují rozpory, které nelze nikdy vyřešit. Vznešenost je porážkou tragického pocitu uvědoměním si vyšší síly, která člověka přesahuje a překonává tak i jeho tragický osud.
Podle Jean-François Lyotarda znovuobjevení vznešenosti ve filozofii a cítění bylo nevyhnutelným zakládajícím aktem moderní doby. Modernisté museli člověka osvobodit ze starých omezení, a tedy ho i osvobodit od krásy - alternativou vznešenosti. Na to navazuje i postmoderna, ale přidává nový význam - pocit vznešenosti vzniká z uvědomění si aporie (neřešitelné rozpornosti) lidského rozumu a uvědomění si mezí našich možností konceptualizace. Jinak řečeno, hrůzo-radostný pocit vznešenosti vzniká odhalením rozmanitosti, neuchopitelnosti a nestability postmoderního světa.
Italský filozof Mario Costa navazuje na Lyotarda a dává vznešenost do souvislosti s epochální novinkou digitálních technologií a technologické umělecké produkce: umění nových médií, umění založené na předpřipravené estetice a kreativitě počítačů, vytváření sítí, to vše podle Costy vytváří nový druh vznešenosti: „technologickou vznešenost“. Tradiční kategorie estetiky (krása, význam, výraz, pocit) jsou nahrazeny jediným základním pocitem, a to právě technologickou vznešeností. Tím je dovršena "náhrada přírody kulturou" - neboť pocity vznešenosti byli u prvních modernistů spojeny s přírodními jevy, kdežto dnes s technikou - až tam tedy člověk došel: dokázal zmohutnět svou techniku tak, že jí propůjčil hrůznost a vznešenost přírody. Jadranka Skorin-Kapovová k tomu v knize The Intertwining of Aesthetics and Ethics: Exceeding of Expectations, Ecstasy, Sublimity dodává, že tento vývoj není negativní, neboť bez pocitu vznešeného není možná citlivost jako taková, a tím pádem ani etika. Skorin-Kapovová si všímá, že s postmoderní explozí vizuality (a její vznešenosti) dochází též k rozmachu obav o budoucnost a snah o globální odpovědnost.